# Canton de Lalbenque
Le canton de Lalbenque est une ancienne division administrative française située dans le département du Lot et la région Midi-Pyrénées.

## Géographie
Ce canton était organisé autour de Lalbenque dans l'arrondissement de Cahors. Son altitude variait de 131 m (Aujols) à 339 m (Belmont-Sainte-Foi) pour une altitude moyenne de 246 m.

## Composition
Le canton de Lalbenque groupait treize communes et comptait 5168 habitants (recensement de 2004-2008 sans doubles comptes).
| Nom                | Code Insee | Intercommunalité                | Superficie (km2) | Population (dernière pop. légale) | Densité (hab./km2) |
| ------------------ | ---------- | ------------------------------- | ---------------- | --------------------------------- | ------------------ |
| Aujols             | 46010      | CC du Pays de Lalbenque-Limogne | 16,43            | 352 (2014)                        | 21                 |
| Bach               | 46013      | CC du Pays de Lalbenque-Limogne | 21,02            | 170 (2014)                        | 8,1                |
| Belfort-du-Quercy  | 46023      | CC du Pays de Lalbenque-Limogne | 36,19            | 500 (2014)                        | 14                 |
| Belmont-Sainte-Foi | 46026      | CC du Pays de Lalbenque-Limogne | 9,01             | 104 (2014)                        | 12                 |
| Cieurac            | 46070      | CA Grand Cahors                 | 18,70            | 504 (2014)                        | 27                 |
| Cremps             | 46082      | CC du Pays de Lalbenque-Limogne | 19,66            | 364 (2014)                        | 19                 |
| Escamps            | 46091      | CC du Pays de Lalbenque-Limogne | 12,11            | 197 (2014)                        | 16                 |
| Flaujac-Poujols    | 46105      | CC du Pays de Lalbenque-Limogne | 12,64            | 712 (2014)                        | 56                 |
| Fontanes           | 46109      | CA Grand Cahors                 | 16,44            | 460 (2014)                        | 28                 |
| Laburgade          | 46140      | CC du Pays de Lalbenque-Limogne | 12,57            | 346 (2014)                        | 28                 |
| Lalbenque          | 46148      | CC du Pays de Lalbenque-Limogne | 52,24            | 1 683 (2014)                      | 32                 |
| Montdoumerc        | 46202      | CC du Pays de Lalbenque-Limogne | 13,62            | 500 (2014)                        | 37                 |
| Vaylats            | 46329      | CC du Pays de Lalbenque-Limogne | 26,37            | 296 (2014)                        | 11                 |

## Administration

### Conseillers généraux de 1833 à 2015
| Période       | Période      | Identité                                       | Étiquette             | Qualité                                                                                          |
| ------------- | ------------ | ---------------------------------------------- | --------------------- | ------------------------------------------------------------------------------------------------ |
| 1833          | 1845         | Pierre-Alexandre-Charles Besse de Laromiguière |                       | Président du Tribunal civil de Cahors                                                            |
| 1845          | 1880         | François Roques                                | Républicain           | Notaire, maire de Laburgade (1848-1881) Sénateur (1879-1882) Président du Conseil Général        |
| 1880          | 1904 (décès) | Emile Roques (fils du précédent)               | Républicain           | Notaire, maire de Laburgade (1881-1904)                                                          |
| 1904          | 1919         | Charles Combarieu                              | Républicain de droite | Docteur en médecine, maire de Cremps (1892-1919), conseiller d'arrondissement                    |
| 1919          | 1940         | Charles Guilhem                                | Rad.ind.              | Notaire à Lalbenque Maire de Lalbenque de 1919 à 1947                                            |
|               |              |                                                |                       |                                                                                                  |
| 1945          | 1950 (décès) | Charles Guilhem                                | SE-app.Rad.           | Notaire à Lalbenque Maire de Lalbenque de 1919 à 1947                                            |
| 16 avril 1950 | 1988         | Léon Enjalbert                                 | RI puis RPR           | Docteur en médecine - Pharmacien Maire de Lalbenque de 1983 à 1989                               |
| 1988          | 2008         | Raymond Lacan                                  | PS                    | Agent des P.T.T. Maire de Belfort-du-Quercy de 1971 à 2008                                       |
| 2008          | 2015         | Jacques Pouget                                 | PS                    | Retraité de l'enseignement Maire de Lalbenque (1989-2020) Président de la Communauté de communes |

### Conseillers d'arrondissement (de 1833 à 1940)
| Période                                  | Période      | Identité                              | Étiquette   | Qualité |
| ---------------------------------------- | ------------ | ------------------------------------- | ----------- | --- |
| 1833                                     | 1845         | Jean Baptiste Roques (1772-1857)      |             | Expert-géomètre, juge de paix à Lalbenque, propriétaire à Laburgade                                         |
| 1845                                     | 1882 (décès) | Antoine Hippolyte Gayette (1804-1882) |             | Notaire à Lalbenque                                                                                         |
|                                          |              |                                       |             | |
| 1886                                     | 1895         | Joachim Bru                           | Républicain | Propriétaire , maire de Vaylats (1892-1896)                                                                 |
| 1895                                     | 1904         | Charles Combarieu                     | Droite      | Docteur en médecine, maire de Cremps                                                                        |
|                                          |              |                                       |             | |
| av.1919                                  | 1925         | M. Fournié                            |             | |
| 1925                                     | 1940         | Fernand Courdesse                     | URD         | |
| 1940                                     |              |                                       |             | Les conseils d'arrondissement ont été suspendus par la loi du 12 octobre 1940 et n'ont jamais été réactivés |
| Les données manquantes sont à compléter. |              |                                       |             | |

## Démographie
| 1962  | 1968  | 1975  | 1982  | 1990  | 1999  | 2006  | 2011  | 2012  |
| ----- | ----- | ----- | ----- | ----- | ----- | ----- | ----- | ----- |
| 3 957 | 3 620 | 3 585 | 3 844 | 4 042 | 4 483 | 5 279 | 5 904 | 6 036 |